# Musée des sapeurs-pompiers de Loire-Atlantique
Le musée des sapeurs-pompiers de Loire-Atlantique se trouve au 37, rue Maréchal-Joffre, à Nantes.
Il est installé dans la partie historique de l'ancien couvent des Ursulines, près de l’église Saint-Clément. Les religieuses, installés depuis 1806, dans des bâtiments qui furent tout à tour, maison de la communauté missionnaire de Saint-Clément (1670-1791), caserne militaire, prison, hospice militaire, furent contrainte de vendre celui-ci en 1907 à la suite de la loi de séparation des Églises et de l'État. Le corps des Sapeurs-pompiers de la ville vînt s'y installé en 1913, et prit le nom de « caserne Gouzé » en 1928 en mémoire de son premier commandant.
Le musée, qui existe dans sa forme actuelle depuis la fin des travaux de rénovation totale de la caserne en 2006, a été rénové en 2011, et est géré par l'« association des amis du musée des Sapeurs-pompiers de Loire-Atlantique » créée en 1991 qui présentait les collections lors d'expositions temporaires avant l'installation permanente de ces dernières dans la caserne. Il a contribué à un certain nombre d'ouvrages sur les sapeurs pompiers,.
Plus de 4 000 pièces y sont exposés notamment des uniformes et du matériel de sapeurs-pompiers remontant jusqu'à l'Ancien Régime,. C’est le seul musée  français à posséder des éléments d’uniformes de toutes les époques depuis  l’Ancien Régime jusqu’à nos jours.
Le musée est ouvert les premiers et troisièmes dimanches de chaque mois et sur rendez-vous pour les groupes de plus de 10 personnes.